# 卡卡莫
卡卡莫（義大利語：Caccamo），是意大利西西里大区巴勒莫广域市的一个市镇。总面积187平方公里，人口8388人，人口密度44.9人/平方公里（2009年）。ISTAT代码为082014。